# ホタルの里 (俵田)
ホタルの里 (俵田) は、兵庫県多可郡多可町八千代区俵田（たわらだ）にあるホタルの野外観察地である。

## 概要
多可町八千代区を流れる加古川の支流、野間川沿いは多数のゲンジボタルが生息し、ホタルの保護地域として整備されている。また、「ほたるの宿路」として川沿いには遊歩道も整備されている。例年、ホタルの見頃は５月下旬から６月下旬頃の1ケ月で、夕暮れ暗くなるとゲンジボタルが飛び始める。毎年、6月中旬ごろに鑑賞会が開催されている。鑑賞期間中は臨時で駐車場が整備されるが、混雑するので誘導員の指示に従い駐車する必要がある。2007年 (平成19年) にはホタルの保護活動に対して、兵庫県から第9回「人間サイズのまちづくり賞」まちづくり活動部門で受賞している。周辺は街灯がないので懐中電灯などは必須。ただ、鑑賞マナーとして懐中電灯などの光でほたるを照らさない、カメラなどのフラッシュを使用しない、ホタルを採取しない、大きな音をたてたり、大声を出さない、ごみは捨てないなど地域住民への配慮も必要。

## 地理
多可町は兵庫県の中部あたりに位置し、八千代区俵田地区は多可町の南部にある自然豊かな地域。西脇市・加西市・丹波市・朝来市に隣接する山間部で、野間川沿いに兵庫県道143号加美八千代線が通る。標高400メートル前後の山に囲まれた山村で標高は約100メートル。ほたるが生息する野間川は、笠形山（939メートル）を源として八千代区の中央部を南流 して西脇市で一級河川の加古川と合流する。野間川は加古川水系（水系本川延長96キロメートル、支川数130）の一つで加古川の中流域にあたり、年間の降雨水量は約1,500ミリで管理者は兵庫県加東土木事務所である。

## 沿革
- 1990年（平成2年）- 野間川にホタルが生息する自然環境を取り戻そうと「八千代町ほたるの宿路の会」が発足。
- 1993年（平成5年）- 兵庫県ふるさと・水と土保全モデル事業（俵田地区）として、生態保全型俵田水路の土地改良。
- 2005年（平成17年）- 中町・加美町・八千代町の3町が合併して多可町が発足。旧八千代町域は「八千代区」として設置。
- 2007年（平成19年）- 「ほたる宿路の会」は、兵庫県第9回「人間サイズのまちづくり賞」まちづくり活動部門で受賞[3]。
- 2020年（令和2年） - 新型コロナウイルスの感染拡大防止のため、2020年は、八千代区俵田のフロイデン八千代の駐車場と遊歩道が閉鎖、ホタル情報も更新を中止。

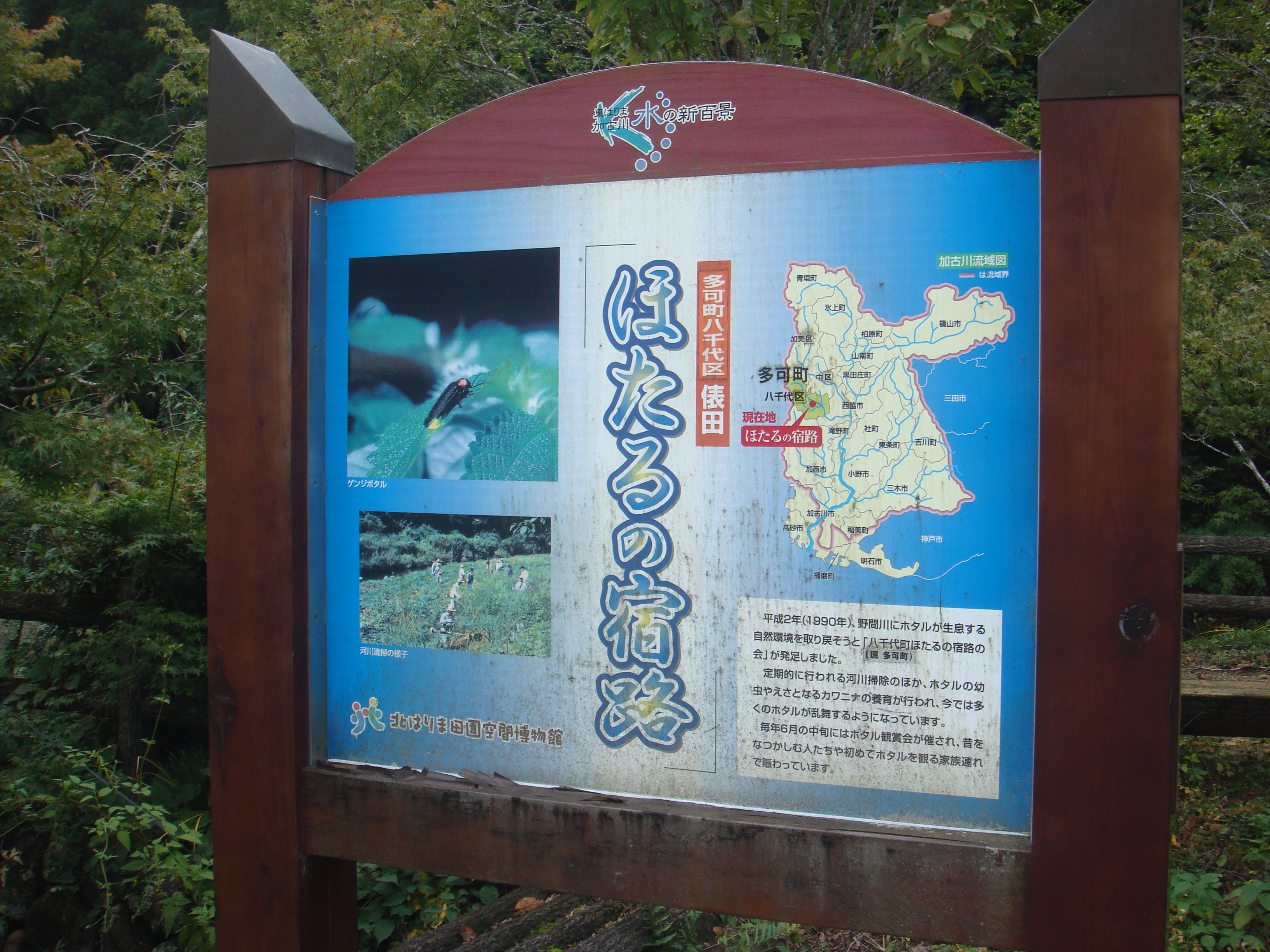
案内板
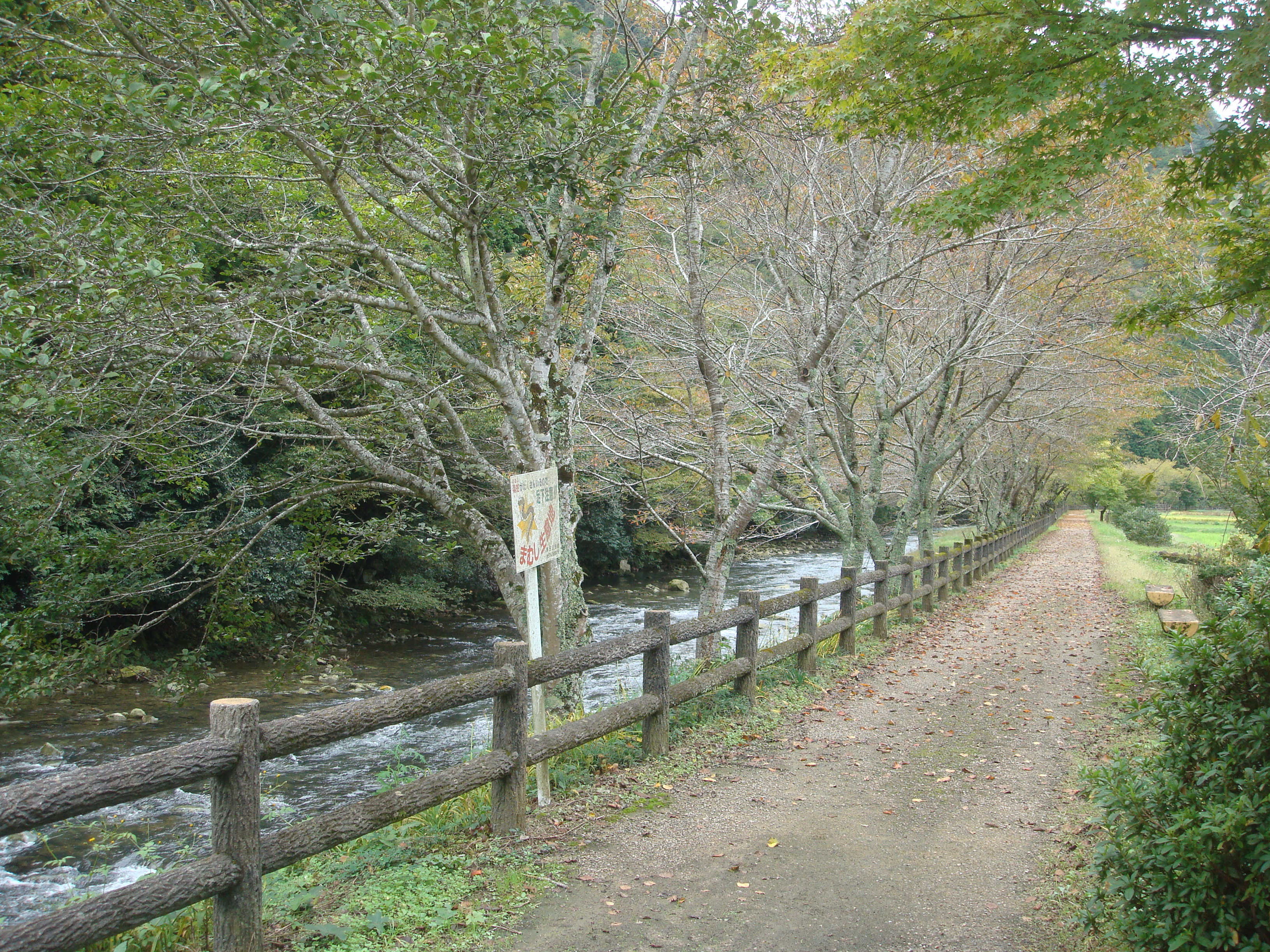
野間川
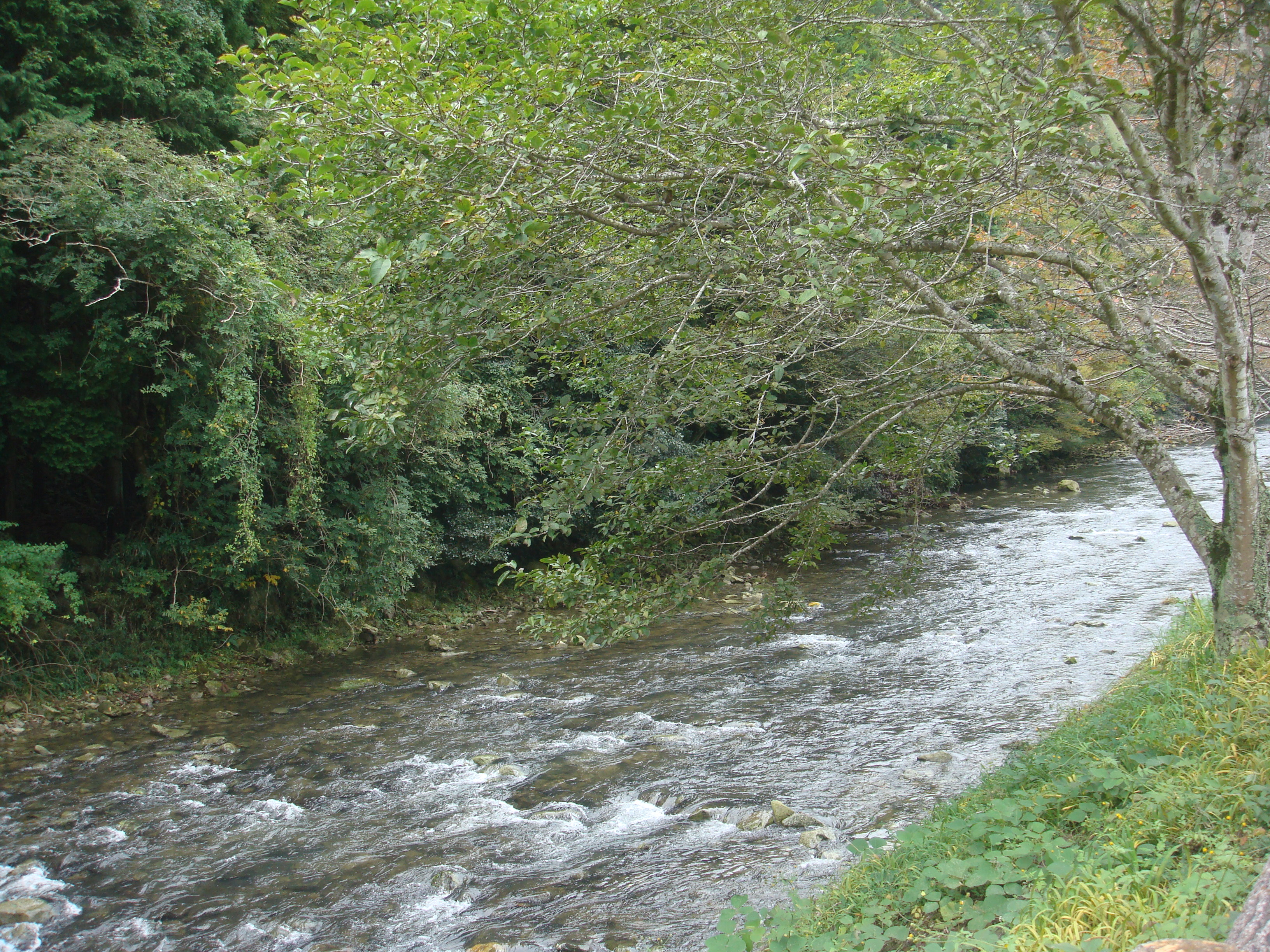
野間川
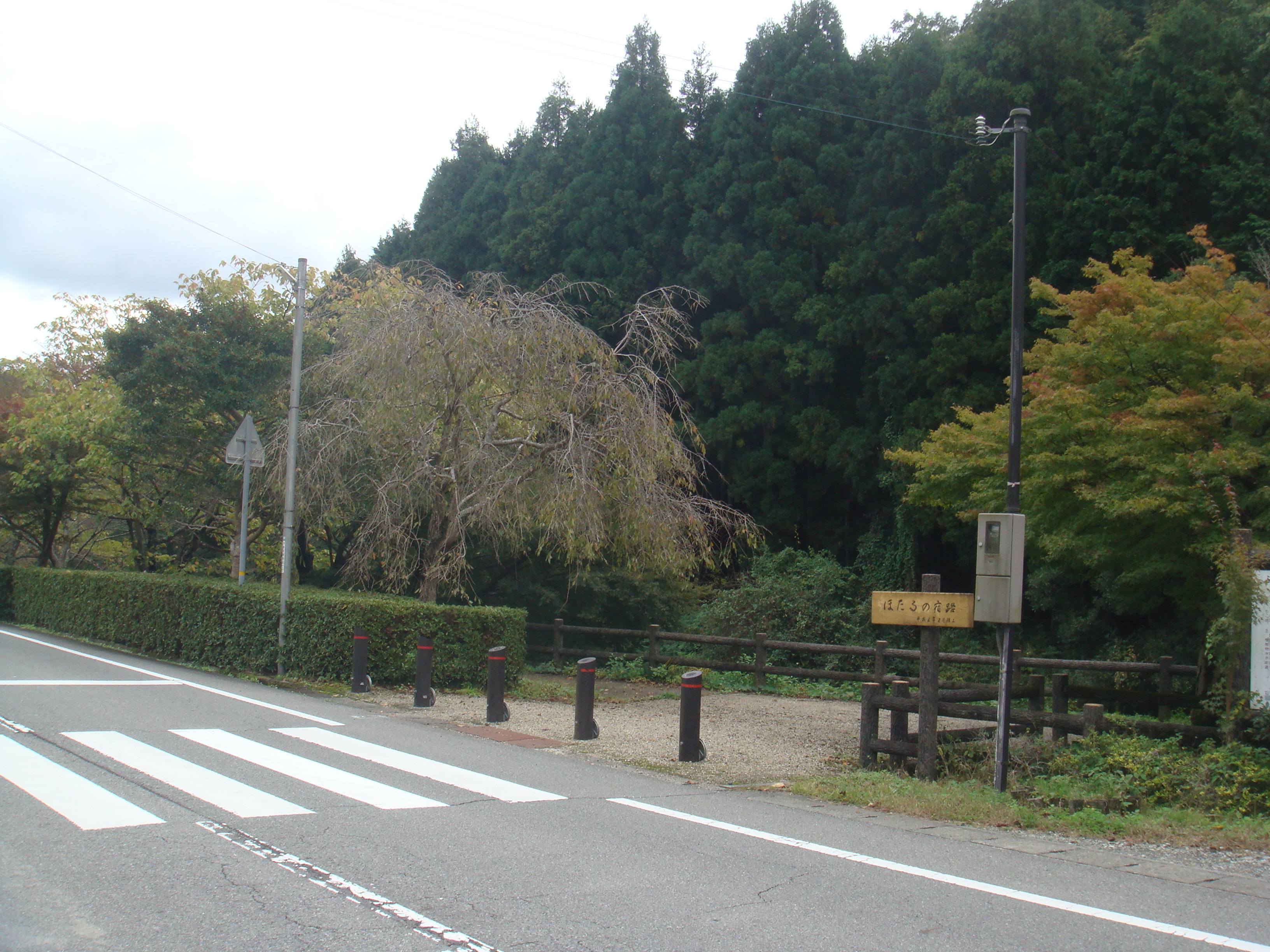
県道143号から

## 近隣のホタル鑑賞スポット
- 多可町
  - 中区森本の杉原川・思出川周辺
  - 加美区清水の杉原川周辺
- 西脇市中畑町の畑谷川周辺
- 養父市奥米地
- 加西市（上道山町、上万願寺町、窪田町）
- 神崎郡神河町の犬見川周辺
- 美方郡香美町（ハチ北高原）の大谷川周辺

## 名所・観光スポット
- 笠形山
- 竹谷山公園
- 貴船神社
- 極楽寺
- 安海寺
- 楊柳寺
- 伊勢大神宮社
- 野間山城跡
- セントラルサーキット
- 多可町余暇村公園
- ラベンダーパーク多可

## アクセス
- 路線バス
  - JR西脇駅から神姫バス大屋壱行で約30分。停留所（俵田）停車すぐ。
- 車
  - 中国自動車道滝野社ICから約30分。
    - 兵庫県道143号加美八千代線沿い。